# جوزيف بولز
جوزيف بولز (6 يوليو 1798 - 8 فبراير 1879) (بالإنجليزية: Joseph Bowles)‏ هو لاعب كريكت بريطاني.